# Calliandra parvifolia
Calliandra parvifolia là một loài thực vật có hoa trong họ Đậu. Loài này được (Hook. & Arn.) Speg. miêu tả khoa học đầu tiên.